# Lista de bairros de Paraty
Essa é uma lista dos bairros do município brasileiro de Paraty, estado do Rio de Janeiro.
1. Areal do Taquari
2. Bairro de Fátima
3. Barra do Corumbê
4. Barra Grande
5. Boa Vista
6. Caboclo
7. Caborê - também conhecido por "Beira-Rio", devido ao fato de o Rio Perequê-Açú acompanhar toda a sua extensão. Seu nome é relacionado a um tipo de coruja comum na região.[1]
8. Cabral
9. Calhaus
10. Campinho da Independência
11. Canto Azul
12. Centro
13. Chácara
14. Chácara da Saudade
15. Chapéu do Sol
16. Colônia
17. Condado
18. Coriscão
19. Corisco
20. Corisquinho
21. Corumbê
22. Córrego dos Micos
23. Dom Pedro
24. Fazenda Preta do Saco Grande
25. Graúna
26. Ilha das Cobras
27. Ilha do Araújo
28. Independência
29. Itanema
30. Jabaquara - próximo ao Centro, conhecido por sua praia.[2]
31. Laranjeiras
32. Mamanguá
33. Martin de Sá
34. Novo Horizonte
35. Pantanal
36. Paraty-Mirim
37. Parque de Mangueira
38. Parque Imperial
39. Parque Ipê
40. Parque Verde
41. Patitiba
42. Patrimônio
43. Pedras Azuis
44. Penha
45. Pontal - [3]
46. Portal das Artes - bairro residencial, localizado há 1,5 km do Centro. É acessível por terra pela Rodovia Rio-Santos, pela Ponte Nova, por vias fluviais, pelo Rio Perequê-Açú.[4]
47. Ponte Branca
48. Portão de Ferro I
49. Portão de Ferro II
50. Portão de Ferro III
51. Portão Vermelho
52. Pouso da Cajaíba
53. Praia do Sono
54. Praia Grande
55. Prainha de Mambucaba
56. Princesa Isabel
57. Ribeirinho
58. Saco Grande
59. São Gonçalo
60. São Roque
61. Serraria
62. Sertão da Indaiatiba
63. Sertão do Taquari
64. Várzea do Corumbê
65. Vila Colonial
66. Vila Operária
67. Vila Oratório
68. Vila Residencial de Mambucaba
69. Trindade
70. Tarituba
71. Taquari
72. Morro do Souza